# Cantone di La Pacaudière
Il Cantone di La Pacaudière era una divisione amministrativa dell'arrondissement di Roanne.
È stato soppresso a seguito della riforma complessiva dei cantoni del 2014, che è entrata in vigore con le elezioni dipartimentali del 2015.
Comprendeva i comuni di:
- Changy
- Le Crozet
- La Pacaudière
- Sail-les-Bains
- Saint-Bonnet-des-Quarts
- Saint-Forgeux-Lespinasse
- Saint-Martin-d'Estréaux
- Urbise
- Vivans